# Miquel Sofià
Miquel Sofià (en llatí Michael Sophianus, en grec Σοφιανός) fou un gramàtic i escriptor grec romà d'Orient que va escriure sobre el tractat De anima, d'Aristòtil.
De la seva època no se'n sap res, però se suposa que fou un dels refugiats romans d'Orient que va anar a Itàlia després de la caiguda de Constantinoble el 1453. Un Sofià que podria ser aquest Miquel, va traduir al llatí l'obra De Re Militari et de Militaribus Instrumentis i fou l'autor de les obres In Topica Aristotelis de Epistolae in Laudem ipsius, i Epigrammata Sacra, tot i que hi altres persones amb el cognom Sofià que en podrien ser autors, com ara Nicolau Sofià o Teodor Sofià.